# أنا ماشي أنا (فلم)
أنا ماشي أنا -فيلم مغربي كوميدي، تم عرضه في 2023م، من تأليف وإخراج هشام الجباري. ومن إنتاج شركة سبيكتوب لصاحبتها فاطنة بنت كيران، تميز الفيلم بفكرة جديدة ذات طابع كوميدي رومانسي مع حس عالي من المغامرة.

## أحداث الفيلم
ندور أحداث الفيلم حول (فريد) الذي يستمتع بشهر العسل برفقة زوجته الجديدة ، وذلك في أحد الفنادق الفخمة في (مراكش)، وأثناء ذلك يفاجئ بوصول زوجاته السابقات إلى الفندق الأمر الذي يهدد خططه التي رسمها للهروب بزوجته الجديدة منهن. كل ذلك في اطار كوميدي.

## طاقم العمل
اشترك في التمثيل في هذا الفيلم مجموعة من الفنانين المغاربة وهم:
- عزيز داداس، والذي لعب دور (فريد)، وهو ممثل مغربي مواليد مايو 1957م.
- ماجدولين الإدريسي، والتي قامت بدور(لالة ماما)، وهي ممثلة مغربية مواليد أبريل 1985م.
- دنيا بوطازوت، والتي قامت بدور (عزيزة)، وهي ممثلة مغربية مواليد يونيو 1981م.
- سكينة درابيل، والتي قامت بدور (محجوبة)، وهي ممثلة مغربية مواليد يوليو 1991م.
- وصال بيريز، والتي قامت بدور (حنان)، وهي ممثلة مغربية مواليد سبتمبر 1997م.
- ربيع القاطي، ممثل مغربي مواليد يناير 1977م.
- كمال موماد، ممثل من أصول مغربية، مواليد فرنسا 1978م.
- أميمة الوردي، ممثلة مغربية. من اعمالها مسلسل (فلوكة)2022م.
- أنس كماني، ممثل مغربي، من أعماله فيلم (العاطي الله) 2017م.
- يونس بنزاكور، ممثل ومصمم معرك مغربي، بدأ مسيرته الفنية عام 2011م.
- عبداللطيف الشكرا، ممثل من بين أعماله فيلم (مولات الورد) 2021م.
- وليد مزوار، ممثل مغربي من بين أعماله، فيلم (مني منك) 2022م.

## تقييم الفيلم
تصدر الفيلم شباك التذاكر بمختلف دور السينما المغربية ، وذلك بتحقيق مبيعات تفوق 200000 تذكرة ، الأمر الذي يعكس الأقبال الكبير علي الفيلم. وقد حقق الفيلم نجاحاً كبيراً وبات حديث الجمهور المغربي خاصة وأنه قد تم تصويره بمعدات عالية الجودة بين مدينتي مراكش والصويرة. والفيلم يشكل قيمة فنية مهمة للساحة المغربية داخل المغرب وخارجه.

## روابط خارجية
- مقالات تستعمل روابط فنية بلا صلة مع ويكي بيانات